# Charles Jencks
Charles Jencks (21. červen 1939, Baltimore – 13. října 2019) byl americký krajinný architekt, sochař, designér, teoretik a kritik architektury, představitel architektonické postmoderny. Jako první teoreticky rozpracoval ideu postmoderní architektury v knize The language of Post - Modern Architecture.

## Životopis

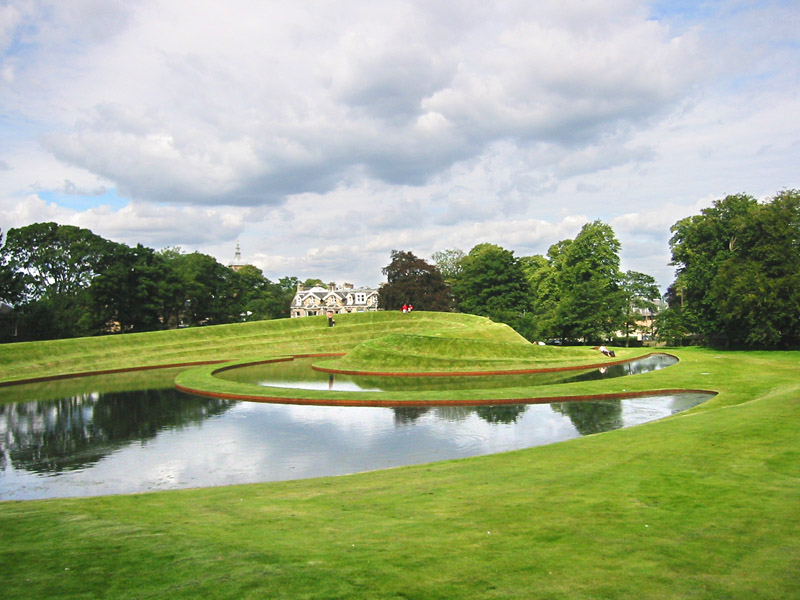
"Landform" ve skotské Národní Galerii moderního umění

Narodil se v Baltimore. Studoval anglickou literaturu na Harvardu (BA 1961), později získal titul MA z architektury na Graduate School of Design (1965) a PhD z historie architektury na University College v Londýně (1970). Moderní architekturu studoval u historiků, Sigfrieda Giediona a Reyneroma Banhamoma. Věnoval se zejména krajinné architektuře, sochařství a spisovatelské činnosti.
I když nezavedl termín "postmoderna", jeho kniha Jazyk postmoderní architektury (1977) se přičinila o popularizaci tohoto výrazu. Na otázku, co by mělo být společným znakem postmodernismu, odpovídal, že "architektura musí propojovat každodenní významy s významnějšími, ať už sociálními, politickými nebo náboženskými".
Charles Jencks se stal vůdčí osobností v britské krajinné architektuře. Jeho tvorba je inspirována fraktály, genetikou či teorií chaosu. V Edinburghu navrhl prostorový reliéf zahradní části "landform" ve Skotské Národní Galerii Moderního umění. Témata návrhů krajinné architektury jsou rozvinuta i v jeho vlastní soukromé Zahradě Kosmických Spekulací, v Portrack House u Dumfries. Charles Jencks byl i designérem nábytku a sochařem. V roce 2003 dokončil 'Sochu DNA v Key Gardens v Londýně.
Přednášel na univerzitách a v galeriích po celém světě: (Peking, Šanghaj, Paříž - École des Beaux-Arts, Tokio, Milán, Benátky, Frankfurt nad Mohanem, Quebec, Montreal, Oslo, Varšava, Barcelona, Lisabon, Curych, Vídeň a Edinburgh, v USA: Harvard, Columbia, Princeton, Yale).
Jeho manželka Maggie Keswick Jencksová je zakladatelkou centra pro léčbu rakoviny, pro které Charles navrhl zahrady.